# Вивчення проблем світу та вирішення конфліктів

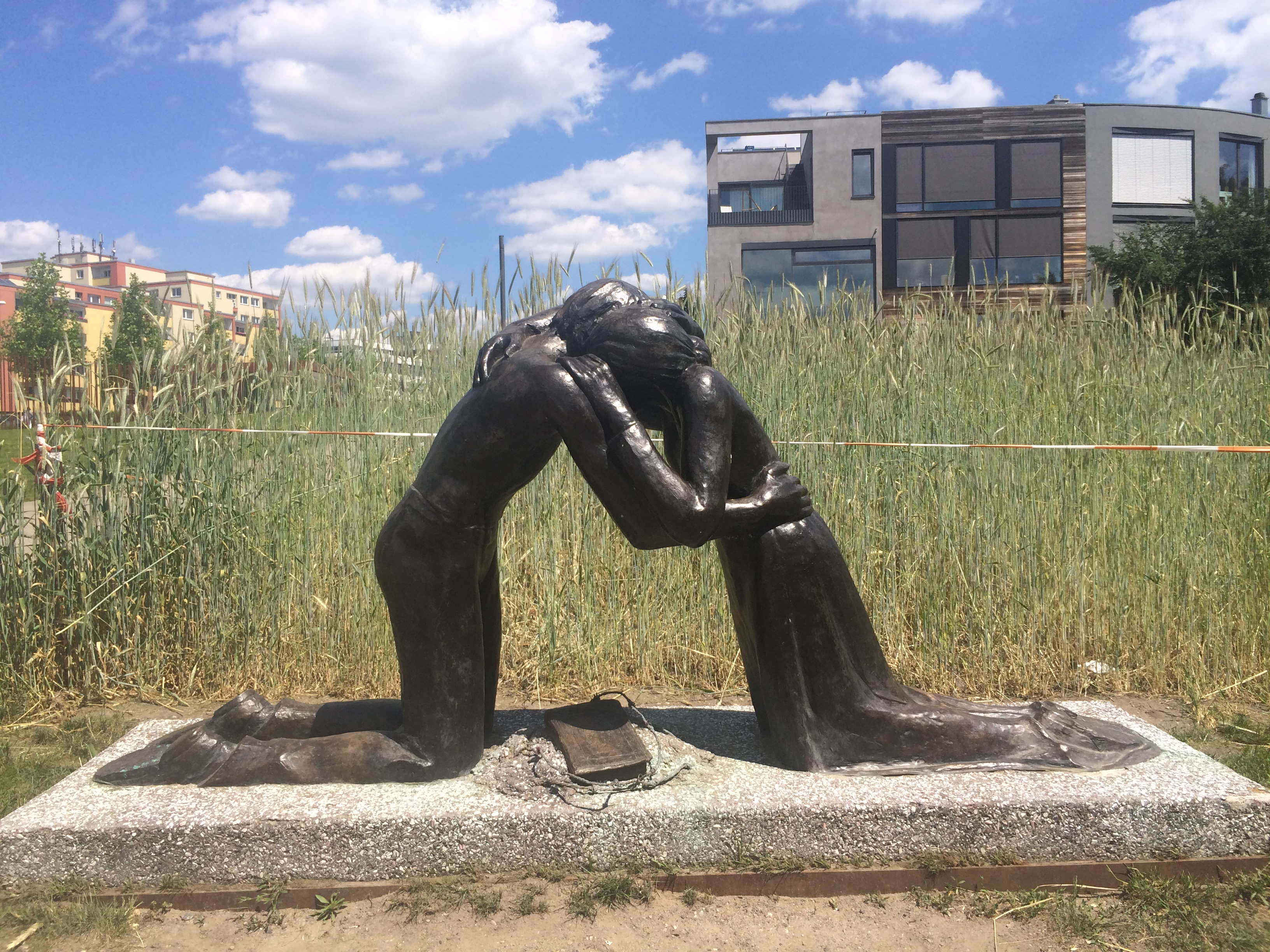
Копія скульптури «Примирення» Жозефіни де Васкончеллос (1977), спочатку представленої факультету вивчення миру Бредфордського університету, розташована перед Каплицею примирення на місці колишньої Берлінської стіни

Вивчення миру та конфліктів або аналіз та вирішення конфліктів — це галузь соціальних наук, яка визначає та аналізує насильницьку та ненасильницьку поведінку, а ще структурні механізми, що супроводжують конфлікти (включаючи соціальні конфлікти ), з ціллю усвідомлення тих процесів, які призводять до більш бажаних людських ситуацій.  Темпараментами цього, дослідження миру ( іренологія ), є міждисциплінарні зусилля, спрямовані на знешкодження, деескалацію та запобігання конфліктів мирними шляхами, таким чином прагнучи «перемоги» для всіх сторін, залучених у конфлікт.
Ця соціальна наука відмінна від військових досліджень, які акцентуються на ефективному досягненні цілей в конфліктах, головним чином насильницькими засобами, щоб задовольнити одну або більше, але не всі, залучені сторони.
Використані дисципліни можуть використовувати філософію, політологію, географію, економіку, психологію, комунікативні дослідження, соціологію, міжнародні відносини, історію, антропологію, релігієзнавство, гендерні дослідження, право та дослідження розвитку, а також безліч інших. Відповідні науки таких галузей, як-от економіка миру, теж можна рахувати такими, що мають звʼязок до досліджень миру та конфліктів.

## Історична довідка
Вчення миру та конфліктів є одночасно педагогічною діяльністю, де викладачі діляться досвідом та знаннями з студентам, і дослідницька діяльність, у якій дослідники вивчають нові знання про джерела конфлікту. Вивчення миру та конфліктів бере до уваги розуміння концепції миру, яка визначається як політичний стан, що забезпечує справедливість і соціальну стабільність через формальні та неформальні інститути, практики та норми.

## Як педагогічна діяльність
Вчені та студенти старих відомих університетів світу вже давно мотивовані дослідження миру. Зацікавленість американських студентів до того, що ми сьогодні вважаємо аналіз миру, вперше буде згадано у формі студентських клубів у коледжах Сполучених Штатів у період опісля громадянської війни в США. Такіпідгрупи з'явилися в Швеції наприкінці 19 століття, як і в інших куточках світу після цього. Це були комунікаційні групи, створені для активності студентів, а не чітко сформовані групи, включені до навчальної програми коледжу. Перший відомий напрям вивчення миру у вищій освіті був запропонований у 1888 році в коледжі Суортмор, школі квакерів.
Перша світова війна стала ключовим моментом у готовності Заходу до війни. Під час Паризького миру 1919 року, де лідери Франції, Великобританії та Сполучених Штатів на чолі з Жоржем Клемансо, Девідом Ллойд Джорджем і Вудро Вільсоном мали зустріч, щоб провести діалог стосовного майбутнього Європи, Вільсон запропонував свої відомі Чотирнадцять пунктів для регулювання миру.. Вони включали ліквідацію європейських імперій на національні держави та створення Ліги Націй. Ці перші кроки, акцентовані на забезпечення мирного майбутнього, стали основною програмою для більшості подій вивчення миру та конфліктів як академічної дисципліни. У 1919 році було засновано першу кафедру міжнародних відносин в Університеті Аберіствіт, Уельс, яка частково полягала в сприянні справі миру.

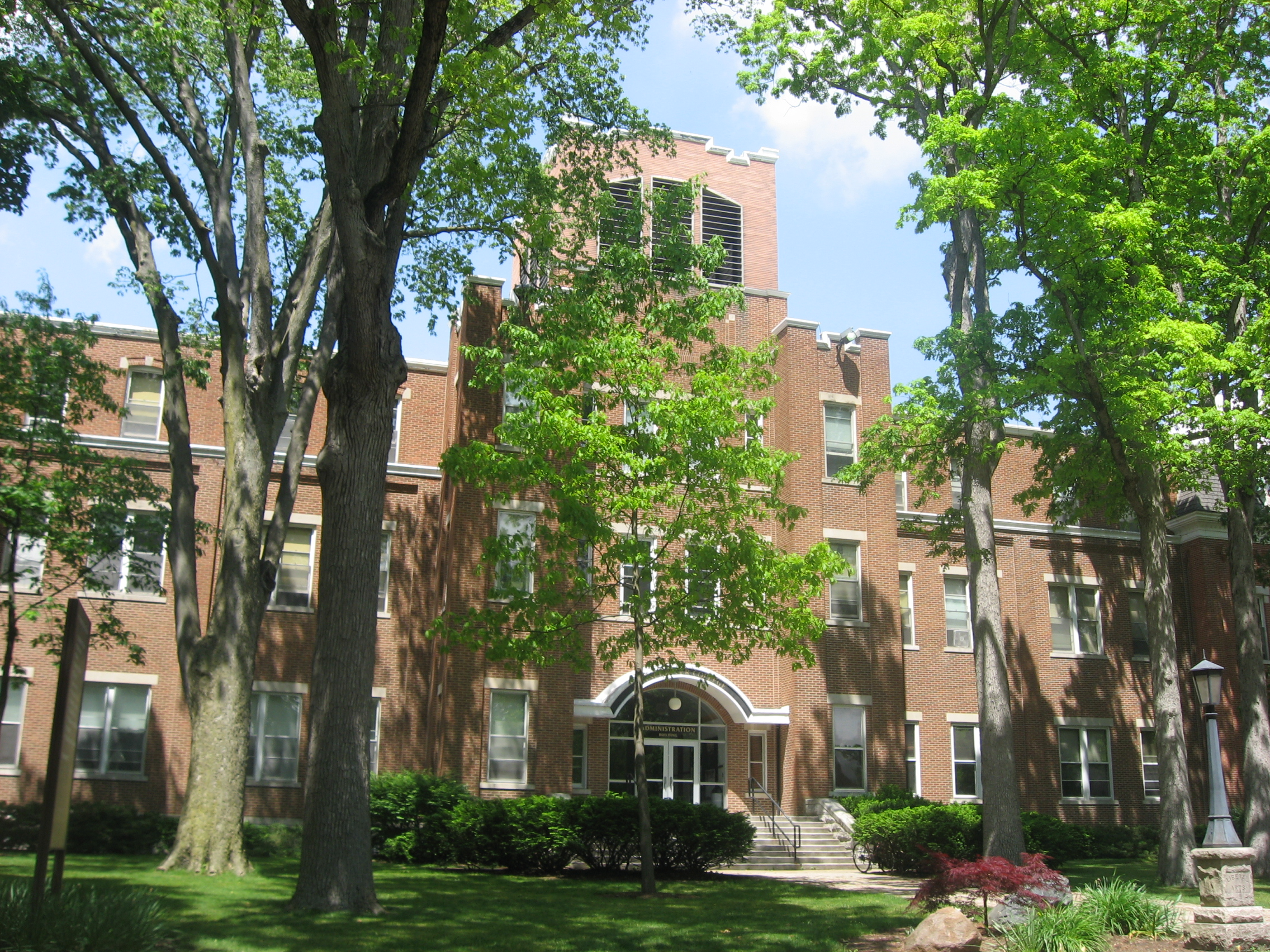
Манчестерський коледж штату Індіана був одним із перших навчальних закладів, який пропонував спеціальність із вивчення миру.

Після Другої світової війни створення системи ООН стало доповненням для появи більш жорстких альтернатив до вивчення миру та конфліктів. Багато університетських курсів у вищих навчальних закладах по світу розпочали розробляти, які торкалися питань миру, часто у поєднанням з війною, у цей період. Першу бакалаврську академічну програму з аналізі миру в Сполучених Штатах розробила в 1948 році Гледдіс М'юір у Манчестерському університеті, коледж гуманітарних мистецтв, пов'язаний з Церквою братів.  Лише у 1960-х років у Сполучених Штатах студенти незадоволені війною у В’єтнамі мотивували дедалі більше університетів поширювати атрибути про мир, чи то в спеціальному курсі вивчення миру, чи як курс у традиційній спеціальності. Праці таких вчених, як Йохан Галтунг і Джон Бертон, а також дебати на форумах, таких як Journal of Peace Research у 1960-х роках, демонстрували зростаючу зацікавленість і науковий статус цього напряму.  Збільшення кількості програм із поширенню миру в усьому світі мало збільшити інтенсивність розвитку протягом 1980-х років, так як студенти почали більше турбуватися про перспективи ядерної війни. Коли Холодна війна була на стадії завершення, курси з вивчення миру та конфліктів почала звертати свою увагу з міжнародних конфліктів  на важкі інтенсивні питання, звʼязані з політичною жорстокістю, безпекою людини, демократизацією, правами людини, соціальною справедливістю, добробутом, розвитком і створенням стійких уявлень про мир. Більшість міжнародних організацій, агентства та міжнародні неурядові організації, від ООН, Організації з безпеки та співробітництва в Європі, Європейського Союзу та Світового банку до International Crisis Group, International Alert та інших, почали спиратися на такі дослідження. 
Критичні теоретичні питання, пов'язані з позитивним миром в європейському академічному середовищі, широко обговорювалися ще в 1960-х роках. До середини 1990-х років навчальні програми з вивчення миру в Сполучених Штатах змістилися «...від досліджень і викладання про негативний мир, припинення насильства, до позитивного миру, умов, які усувають причини насильства». Як наслідок, тематика значно розширилася. До 1994 року огляд курсів з вивчення миру включав такі теми, як: «відносини між Північчю і Півднем»; «розвиток, борги і глобальна бідність»; «навколишнє середовище, зростання населення і дефіцит ресурсів»; «феміністичні погляди на мир, мілітаризм і політичне насильство».
Сьогодні існує загальний консенсус щодо важливості досліджень миру і конфліктів серед науковців, які представляють різні дисципліни в соціальних науках, а також серед багатьох впливових політиків по всьому світу. Сьогодні дослідження миру і конфліктів широко досліджуються і викладаються у великій кількості установ і місць, кількість яких постійно зростає. Кількість університетів, що пропонують курси з вивчення миру і конфліктів, важко підрахувати, головним чином тому, що курси можуть викладатися на різних факультетах і мати дуже різні назви. На сайті Міжнародної асоціації дослідження миру можна знайти один з найавторитетніших списків. У звіті за 2008 рік, опублікованому в International Herald Tribune, згадується понад 400 програм викладання і досліджень у сфері вивчення миру і конфліктів, зокрема, в Коледжах Об'єднаних Націй, Інституті дослідження миру в Осло, Університеті Хауме I в Кастельон-де-ла-Плана (Іспанія), Університеті Мальме (Швеція), Американському університеті, Бредфордському університеті, Університеті миру UPEACE в Сьюдад-Колоні (Коста-Ріка), Університеті Джорджа Мейсона в Лунді (Мічиган), Нотр-Дам (Квінсленд), Уппсалі, Інсбрукській школі досліджень миру (Австрія), Вірджинії та Вісконсині (США). Фундація Ротарі та Університет ООН підтримують кілька міжнародних академічних навчальних та дослідницьких програм.
Опитування 1995 року виявило 136 коледжів Сполучених Штатів з програмами вивчення миру: «Сорок шість відсотків з них - у церковних школах, ще 32% - у великих державних університетах, 21% - у приватних коледжах, не пов'язаних з церквою, і 1% - у громадських коледжах. П'ятдесят п'ять відсотків церковних шкіл, які мають програми з вивчення миру, є римо-католицькими. Інші конфесії, що мають більше одного коледжу чи університету з програмою вивчення миру, - це квакери, меноніти, Церква братів і Об'єднана церква Христа. Сто п'ятнадцять з цих програм діють на рівні бакалаврату і 21 - на рівні магістратури. П'ятнадцять з цих коледжів та університетів мають як бакалаврські, так і магістерські програми».
Інші відомі програми можна знайти в Університеті Манітоби, Ланкастерському університеті, Університеті Хіросіми, Університеті Інсбрука, Університеті Жауме I, Університеті Сіднея, Університеті Квінсленда, Королівському коледжі (Лондон), Коледжі Со, Лондонському Метрополітені, Сабанчі, Марбурзі, Sciences Po, Університеті Париж Дофін, Університеті Амстердама, Отаго, Сент-Ендрюсі, Школі Хеллера Брандейського університету та Йорку. Можливо, найважливіше те, що такі програми і дослідницькі програми стали поширеними в установах, розташованих у конфліктних, постконфліктних країнах і регіонах, що розвиваються, таких як (наприклад, Національна рада миру, Центр з прав людини, Університет Сараєво, Університет Чулалонгкорн, Національний університет Східного Тимору, Кабульський університет. 11 вересня 2014 року Університет Пешавара, столиці провінції Хайбер-Пахтунхва в Пакистані, заснував інститут, головною метою якого є просування освіти в дусі миру серед молодих людей, які найбільше постраждали від війни в Афганістані в 1979 році. Він отримав назву Інститут досліджень миру і конфліктів (IPCS).

## Як дослідницька діяльність

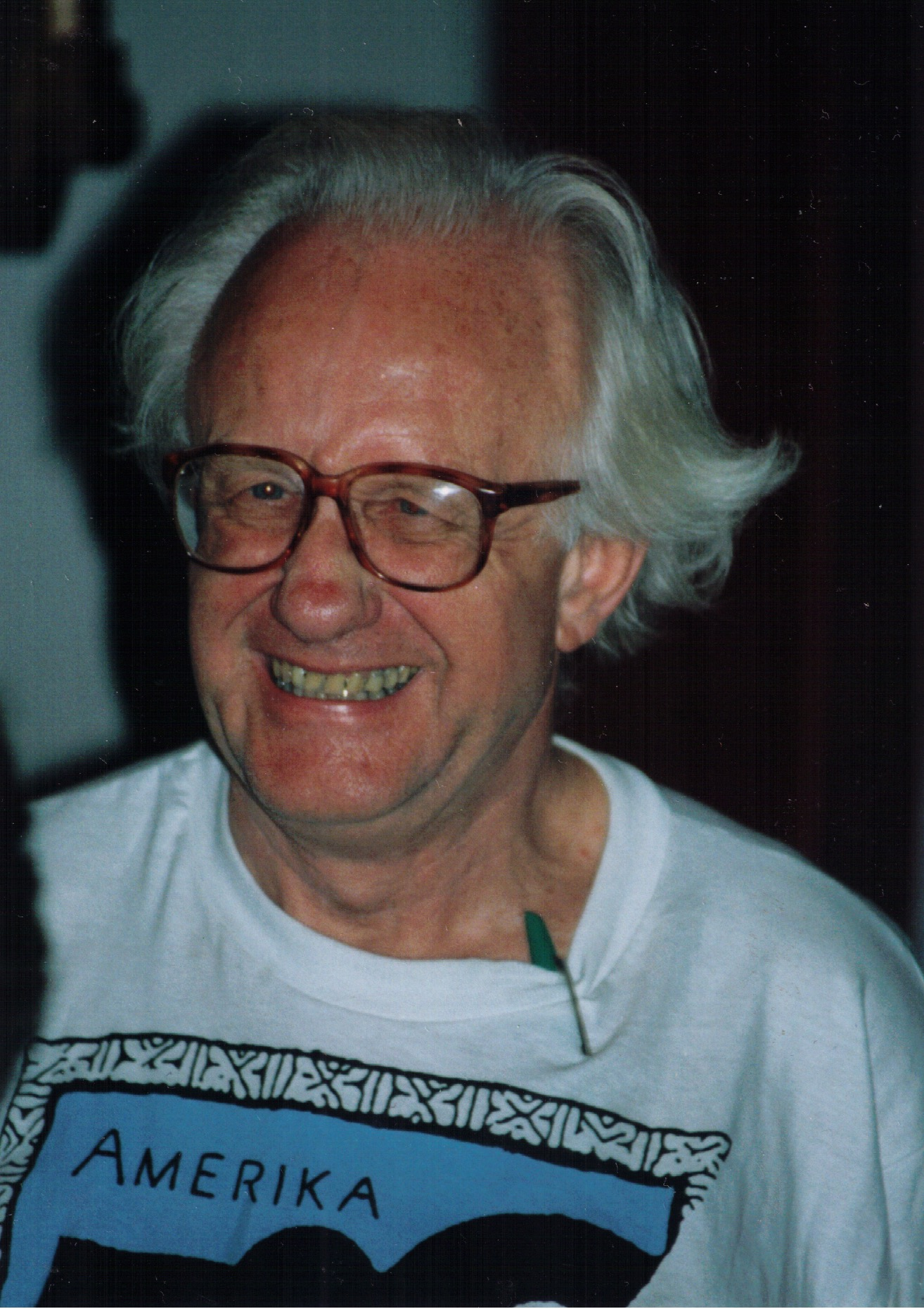
Норвезький вчений Йохан Галтунг широко вважається засновником дослідження миру та конфліктів.

Хоча окремі мислителі, такі як Іммануїл Кант, давно визнавали центральне місце миру (див. Вічний мир), лише в 1950-х і 1960-х роках дослідження миру почали формуватися як академічна дисципліна з власними дослідницькими інструментами, спеціалізованим набором концепцій і форумами для обговорення, такими як журнали і конференції. Починаючи з 1959 року, із заснуванням Інституту дослідження миру в Осло (PRIO), пов'язаного з Йоханом Галтунгом, почала з'являтися низка дослідницьких інститутів.
У 1963 році Вальтер Ізард, головний засновник регіональної науки, зібрав групу вчених у Мальме, Швеція, з метою заснування Товариства дослідження миру. До групи перших членів увійшли Кеннет Боулдінг та Анатоль Рапопорт. У 1973 році ця група стала Товариством дослідження проблем миру. Наука про мир розглядалася як міждисциплінарна і міжнародна діяльність, спрямована на розробку спеціального набору концепцій, методів і даних для кращого розуміння і пом'якшення конфліктів. Наука про мир намагається використовувати кількісні методи, розроблені в економіці і політології, особливо теорію ігор і економетрику, методи, які в іншому випадку рідко використовуються дослідниками в дослідженнях миру. На веб-сайті Товариства науки про мир розміщено друге видання Correlates of War, однієї з найвідоміших колекцій даних про міжнародні конфлікти. Товариство проводить щорічну конференцію, в якій беруть участь науковці з усього світу, і видає два наукові журнали: Journal of Conflict Resolution and Conflict Management та Peace Science.
У 1964 році на конференції, організованій квакерами в Кларенсі, Швейцарія, була створена Міжнародна асоціація дослідження проблем миру. До складу першого виконавчого комітету входив Йохан Галтунг. IPRA проводить конференції раз на два роки. Дослідження, представлені на конференціях і в публікаціях асоціації, зазвичай зосереджені на інституційних та історичних підходах, рідко використовуючи кількісні методи. У 2001 році в результаті злиття двох організацій-попередників була створена Асоціація досліджень миру і справедливості (PJSA). PJSA є північноамериканською філією IPRA і включає в себе членів з усього світу, переважно зі Сполучених Штатів і Канади. PJSA видає регулярний інформаційний бюлетень (The Peace Chronicle) і проводить щорічні конференції на теми, пов'язані з місією організації «створення справедливого і мирного світу» через дослідження, науку, педагогіку та активізм.
У 2008 році Група стратегічного передбачення представила свій звіт про інноваційний механізм пошуку сталого вирішення конфліктів на Близькому Сході. Вона також розробила новий Коефіцієнт водного співробітництва, який є мірою активної співпраці прибережних країн в управлінні водними ресурсами з використанням 10 параметрів, включаючи правові, політичні, технічні, екологічні, економічні та інституційні аспекти.
Такі інституції, як Стокгольмський інститут дослідження проблем миру (СІПРІ), поглиблюють розуміння миру і розвитку, аналізуючи складні чинники конфліктів і нестабільності. Їхній підхід визнає, що конфлікти рідко спричиняються одним фактором. Натомість, це сузір'я економічних, соціальних, політичних та екологічних факторів, які часто підсилюють та загострюють один одного таким чином, що можуть призвести до тривалого насильства або, навпаки, прокласти шляхи до миру.

## Опис
Дослідження миру і конфліктів разом з його концепціями аналізу конфліктів і вирішення конфліктів можуть бути класифіковані як:
- Мультидисциплінарний, що охоплює елементи політики та міжнародних відносин, соціології, географії, психології, антропології та економіки.
- Багаторівневий. Дослідження миру вивчає внутрішньоособистісний мир, мир між окремими людьми, сусідами, етнічними групами, шлюбами, державами та цивілізаціями.
- Мультикультурний. Ганді часто називають парадигмою досліджень миру.
- Як аналітичний, так і нормативний. Як нормативна дисципліна, дослідження миру включає оціночні судження, такі як «краще» і «погано».
- Як теоретичні, так і прикладні. [5]

Питання роззброєння давно обговорюються, а також робляться спроби дослідити, каталогізувати та проаналізувати проблеми, пов'язані з виробництвом зброї, торгівлею нею та її політичними наслідками. Були також спроби визначити економічні витрати війни або рецидивів насильства на противагу мирним витратам.
Дослідження миру і конфліктів сьогодні добре відомі в суспільних науках: це численні наукові журнали, факультети коледжів та університетів, інститути дослідження миру, конференції, а також визнання корисності досліджень миру і конфліктів як методу за межами країни.
Мирознавство дозволяє вивчати причини та запобігання війнам, а також природу насильства, включаючи соціальне пригнічення, дискримінацію та маргіналізацію. Завдяки миротворчим студіям можна також вивчати миротворчі стратегії для подолання переслідувань і трансформації суспільства для досягнення більш справедливого і рівноправного міжнародного співтовариства.
Феміністичні дослідниці виокремили в рамках конфліктології спеціальність, що вивчає роль ґендеру та взаємопов'язаних систем нерівності у збройних та інших конфліктах. Важливість врахування ролі ґендеру в постконфліктній роботі була визнана Резолюцією Ради Безпеки ООН 1325. Прикладами феміністичних досліджень є роботи Керол Кон та Клер Дункансон.

## Ідеї

### Концепції миру

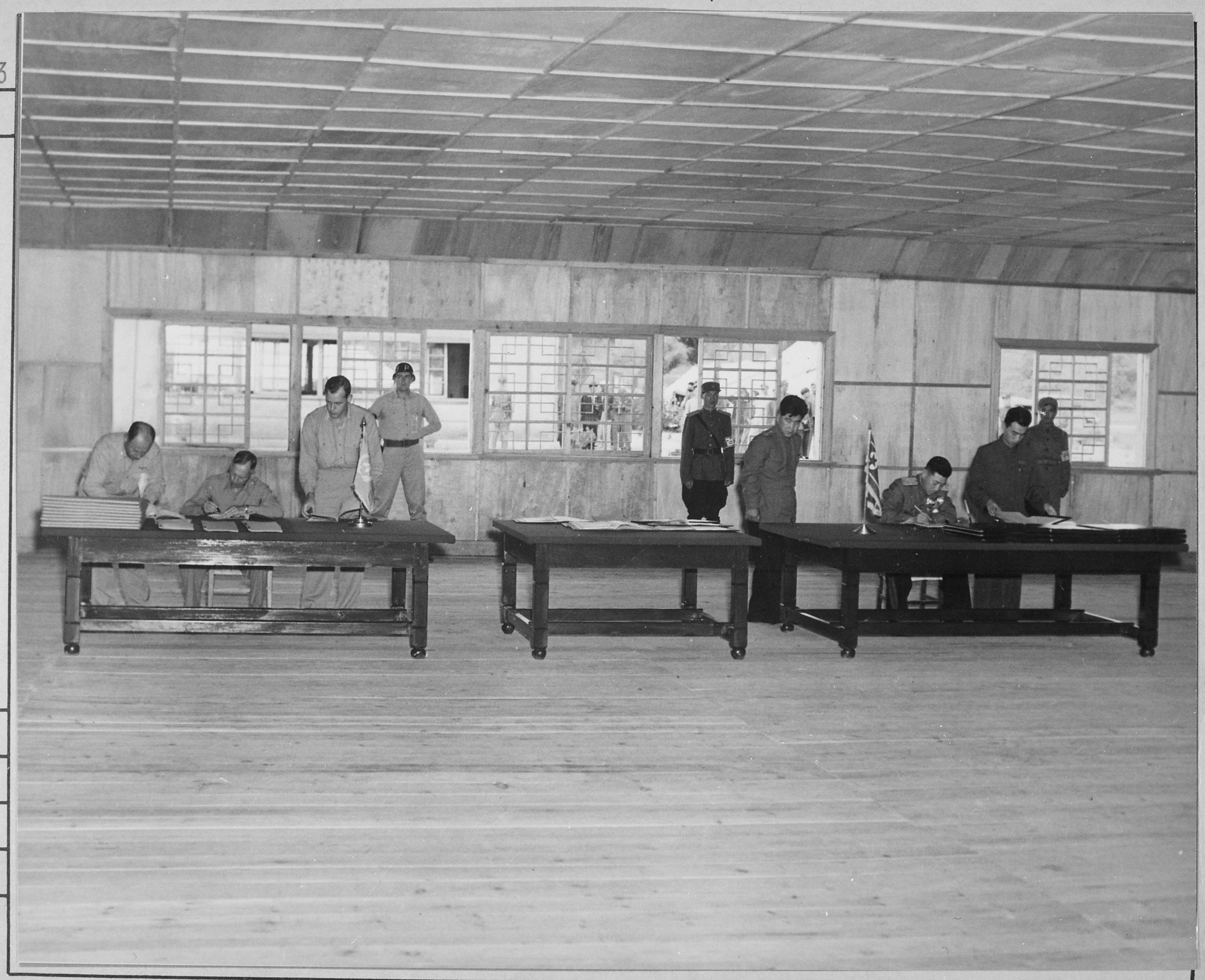
Делегати Угоди про перемир'я в Кореї 1953 року досягли негативного миру, завершивши війну, але не ширший конфлікт.

Негативний мир означає відсутність прямого насильства. Позитивний мир відноситься до критичної теорії вирішення конфліктів і відсутності непрямого і структурного насильства, і є концепцією, яку приймає більшість дослідників миру і конфліктів. Її часто приписують Галтунгу, але ці терміни раніше використовував Мартін Лютер Кінг-молодший у своєму «Листі з Бірмінгемської в'язниці» в 1963 році, в якому він писав про «негативний мир, який є відсутністю напруженості» і «позитивний мир, який є присутністю справедливості». Ці терміни, мабуть, вперше були використані Джейн Аддамс у серії лекцій про «позитивні ідеали миру», розпочатої в 1899 році, які оформилися в її книзі «Нові ідеали миру», де вона перейшла на термін «нові ідеали», але продовжувала протиставляти їх терміну «негативний мир»; вона описала їх так, як ми думаємо про них сьогодні, як мир з «почуттям справедливості, що більше не викликає обурення». Ця ідея була ще більше популяризована тодішнім Генеральним секретарем ООН Бутросом Бутросом-Галі у його доповіді 1992 року «Порядок денний для миру», опублікованій після закінчення холодної війни.
Several conceptions, models, or modes of peace have been suggested in which peace research might prosper.
- Суть питання полягає в тому, що мир є природним соціальним станом, тоді як війна - ні. Передумова для дослідників миру проста: надати достатньо інформації, щоб раціональна група осіб, які приймають рішення, прагнула уникати війни і конфліктів. - По-друге, точка зору, що насильство є гріховним або невмілим, а ненасильницька є вправним або доброчесним і його слід культивувати. Такої точки зору дотримуються різні релігійні традиції в усьому світі: Квакери, меноніти та інші церкви миру в християнстві; бахаї, джайни, традиція Сатьяграха в індуїзмі, буддизм та інші частини індійської релігії та філософії; а також деякі школи ісламу [необхідне посилання].  - Третій - пацифізм: погляд, згідно з яким мир є головною силою в людській поведінці.  Ще один підхід полягає в тому, що існує декілька режимів миру.

Існує багато пропозицій щодо цих різних форм миру. Вони варіюються від добре відомих праць Канта, Локка, Руссо, Пейна, до різних ліберальних міжнародних і конституційних планів миру. Варіації і доповнення були розроблені нещодавно такими вченими, як Реймонд Арон, Едвард Азар, Джон Бартон, Мартін Чедал, Вольфганг Дітріх, Кевін Дулі, Йохан Галтунг, Майкл Говард, Вів'єнн Джабрі, Джон-Пол Ледерах, Роджер Мак Гінті, Паміна Фірчоу, Х'ю Міалл, Девід Мітрані, Олівер Рамсботем, Анатоль Рапопорт, Міккель Ведбі Расмуссен, Олівер Річмонд, С. П. Удаякумар, Том Вудхаус, інші згадані вище та багато інших. У таких роботах регулярно використовуються такі поняття, як демократичний мир, ліберальний мир, сталий мир, громадянський мир, гібридний мир, постліберальний мир, повсякденний мир, трансраціональний мир та інші.

### Стійкий мир
Відповідно до концепції миру, сталий мир повинен розглядатися як важливий фактор для майбутнього процвітання. Сталий мир має бути пріоритетом глобального суспільства, де державні та недержавні суб'єкти прагнуть не лише отримати вигоду в найближчому майбутньому, що може порушити стабільний стан миру. Виховання, розширення прав і можливостей та комунікації вважаються вирішальними факторами сталого миру в усьому світі. По-перше, виховання необхідне для заохочення психологічної стабільності та емоційної зрілості. Значення соціальної цінності в адекватному вихованні є важливим для сталого миру. По-друге, для досягнення реальної безпеки необхідно забезпечити внутрішню безпеку разом з упорядкованими соціальними системами і захистом, що ґрунтується на міцному фундаменті. Нарешті, комунікації необхідні для подолання невігластва і створення спільноти, заснованої на достовірній і корисній інформації. Це дозволить запобігти ізоляції, що є критично важливим для досягнення стійкого миру.

### Трикутник конфлікту
Трикутник конфлікту Йохана Ґалтунґа ґрунтується на припущенні, що найкращий спосіб визначити мир - це визначити насильство, його протилежність. Він відображає нормативну мету запобігання, управління, обмеження та подолання насильства.
- Пряме (відкрите) насильство: наприклад, прямі напади та масові вбивства.
- Структурне насильство: смерть через причини, яких можна було уникнути, наприклад недоїдання. Структурне насильство – це непряме насильство, викликане несправедливою структурою, і його не можна ототожнювати з невиправданим актом.
- Культурне насильство. Культурне насильство виникає внаслідок культурних припущень, які не дозволяють побачити пряме чи структурне насильство. Наприклад, хтось може бути байдужим до бездомних або навіть вважати їх вигнання чи знищення добрим.

Кожен кут трикутника Галтунга може стосуватися двох інших. Етнічні чистки можуть бути прикладом усіх трьох.
Спрощено це можна сформулювати так:
- Пряме насильство: заподіяння шкоди тілу та розуму.
- Структурне насильство: економічна експлуатація та політичні репресії.
- Культурне насильство: основні цінності та епістемічні моделі, які легітимізують пряме та структурне насильство. </link>[ <span title="Are these examples from a source or a Wikipedian? (February 2024)">потрібна цитата</span> ]

### Умиротворення і стримування
Умиротворення - стратегія політичних, матеріальних або територіальних поступок агресивній державі з метою уникнення конфлікту. Стримування - це стратегія використання погроз або обмеженої сили для того, щоб утримати актора від ескалації конфлікту, як правило, тому, що потенційний нападник вважає, що ймовірність успіху низька, а ціна нападу висока.
Ціна конфлікту - це інструмент, який намагається підрахувати ціну конфлікту для людства. Ідея полягає в тому, щоб дослідити цю ціну не лише з точки зору смертей і поранень та економічних витрат, які несуть люди, що беруть участь у конфлікті, але й з точки зору соціальних, екологічних та стратегічних витрат, пов'язаних з конфліктом, а також витрат на розвиток. Цей підхід розглядає прямі витрати конфлікту, наприклад, людські жертви, витрати, руйнування землі і фізичної інфраструктури; а також непрямі витрати, які впливають на суспільство, наприклад, міграція, приниження, зростання екстремізму і відсутність громадянського суспільства.
Індійський аналітичний центр Strategic Foresight Group розробив серію публікацій «Ціна конфлікту» для країн і регіонів, залучених до затяжних конфліктів. Цей інструмент спрямований на оцінку минулих, теперішніх і майбутніх витрат з огляду на широкий спектр параметрів.

### Причинність
Демократична теорія миру стверджує, що демократія спричиняє мир, в той час як територіальна теорія миру не погоджується з цим і стверджує, що мир спричиняє демократію. Капіталістична теорія миру стверджує, що економічна взаємозалежність сприяє миру. Інші пояснення миру включають інституційний лібералізм, альянси, Pax Americana і політичну стабільність. Дехто стверджує, що реалізм і ліберальний інтернаціоналізм в одних випадках призводять до більшої кількості воєн, а в інших - до меншої.

### Критична теорія
Критична теорія відображала зміщення інтересу від підходів до управління конфліктами, орієнтованих на «негативний мир», до підходів до вирішення конфліктів і розбудови миру, спрямованих на «позитивний мир». Ця тенденція швидко виникла наприкінці холодної війни і була закріплена в доповіді тодішнього Генерального секретаря ООН Бутроса Бутроса-Галі «Порядок денний для миру». Дійсно, можна сказати, що значна частина механізмів того, що деякі вчені називають «ліберальною розбудовою миру», а інші - «державним будівництвом», значною мірою ґрунтується на роботі, яка була проведена в цій сфері. Багато дослідників у цій галузі виступають за більш «емансипативну» форму миробудівництва, що ґрунтується на «відповідальності за захист» (R2P), безпеці людини, місцевій відповідальності та участі в таких процесах, особливо після обмеженого успіху ліберального миробудівництва/державотворення в таких різних країнах, як Камбоджа, Балкани, Східний Тимор, Сьєрра-Леоне, Ліберія, Непал, Афганістан та Ірак. Ця дослідницька програма перебуває в процесі формування більш нюансованого порядку денного миробудівництва, який також пов'язаний з оригінальною, якісно і нормативно орієнтованою роботою, що виникла в школах дослідження миру і конфліктів 1960-х років (наприклад, див. дослідницький проект Інституту дослідження миру в Осло «Ліберальний мир і етика миробудівництва» і проект «Перехід до ліберального миру» в Університеті Сент-Ендрюса), а також з більш критичними ідеями щодо миробудівництва, які з'явилися останнім часом. 

### Передбачення та прогнозування
Прогнози конфліктів і ранні попередження можуть бути достатньо точними, щоб мати значення для політики і оцінки теорій.

## Нормативні цілі

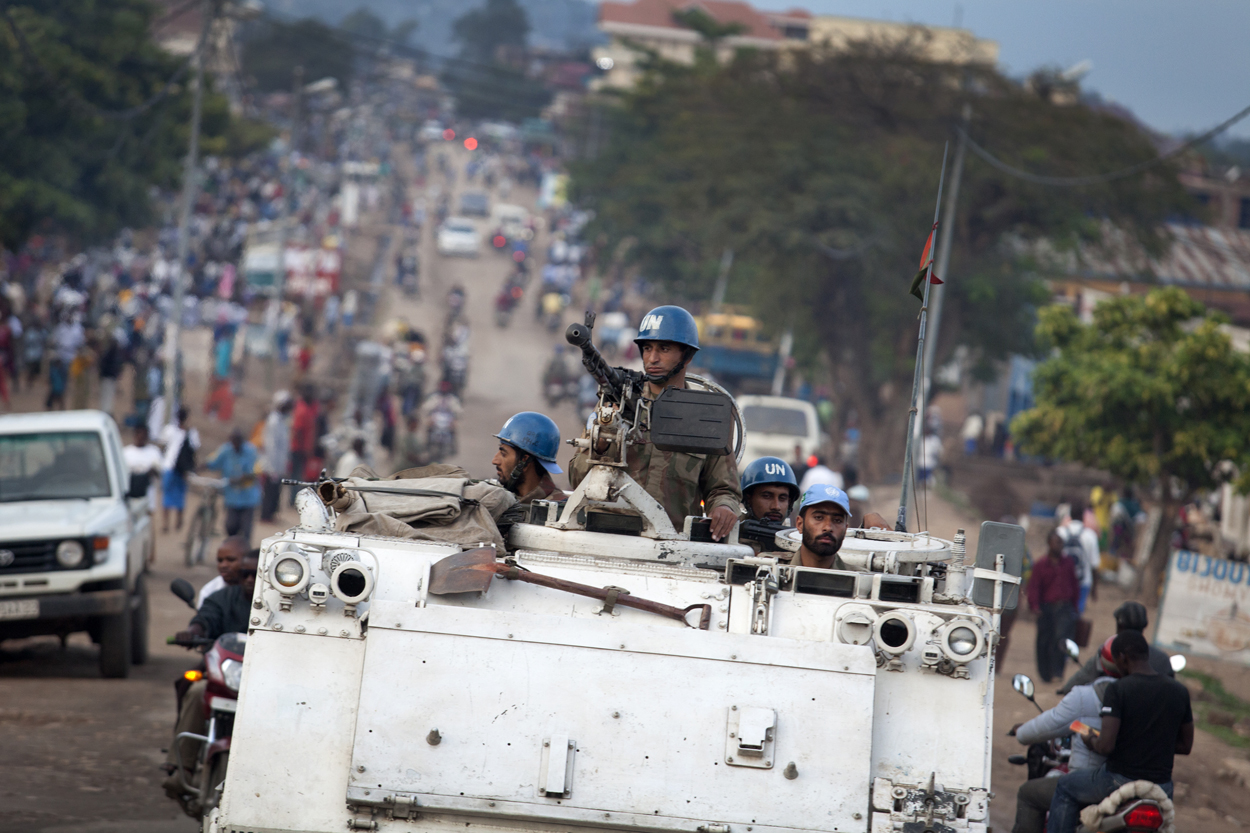
Миротворчі зусилля збройних сил можуть стати одним із засобів обмеження та остаточного вирішення конфлікту.

Нормативними цілями досліджень миру є трансформація конфліктів і вирішення конфліктів за допомогою таких механізмів, як миротворчість, розбудова миру (наприклад, подолання нерівності в правах, інституціях і розподілі світового багатства) і миротворчість (наприклад, посередництво і врегулювання конфліктів). Миротворчість підпадає під егіду негативного миру, тоді як зусилля, спрямовані на позитивний мир, включають елементи критичної теорії, розбудови миру та миротворчості.

## Критика критичної теорії в дослідженнях миру та конфліктів
На критичну теорію в галузі досліджень миру і конфліктів спрямована серйозна кількість обґрунтованих критичних зауважень, часто, але не обов'язково, з-поза меж університетської системи, в тому числі і в галузі досліджень миру:
- не дає практичних рекомендацій щодо управління або вирішення глобальних конфліктів, оскільки «ідеологія завжди бере гору над об'єктивністю і прагматизмом»; [необхідне посилання]. - зосереджені на тому, щоб надати «респектабельного вигляду західній ненависті до себе»; [джерело не вказано].  - лицемірні, оскільки «мовчки або відкрито підтримують тероризм як допустиму стратегію для “безправних”, щоб задовольнити реальні або уявні претензії до можновладців» (тобто ідеологічні антизахідні концепції, розроблені соціологами, такими як Йохан Галтунг, які, ймовірно, додають відчуття невиправданої прийнятності, що використовується для підтримки радикалізму);  - мають навчальні програми, які (за словами правозахисниці Керолайн Кокс і філософа Роджера Скрутона) «інтелектуально незв'язні, пронизані упередженістю і негідні академічного статусу...»;  - пропонують політику «усунення причин насильства», яка є однозначно лівою політикою, і не обов'язково такою, що знайшла б широку підтримку серед суспільствознавців.

У 1980 році політолог Девід Сінгер розкритикував дослідження миру за трьома напрямками:
1. Дослідження миру сприяло створенню розколу в дослідженні причин війни, що ускладнювало розвиток систематичних досліджень війни
2. «Багато дослідників миру мали інтелектуальну невинність найталановитіших аматорів; вони недооцінили швидкість, з якою результати їх досліджень стануть застосовними та будуть застосовані до основних політичних проблем дня».
3. багато дослідників миру не змогли розрізнити об’єктивне дослідження умов війни та миру, з одного боку, та політичні дії та пропаганду на користь конкретної політики

Барбара Кей, редактор газети National Post, зокрема, розкритикувала погляди та ідеї норвезького професора Йохана Галтунга, який є лідером у сучасних тенденціях дослідженнях миру. Кей написала, що Галтунг писав про «чіткий фашизм», «багатих, західних, християнських» демократій, захоплювався Фіделем Кастро, виступав проти опору радянському вторгненню в Угорщину в 1956 році і описував Олександра Солженіцина і Андрія Сахарова як «переслідуваних елітних особистостей». Галтунг теж хвалив Мао Цзедуна за «нескінченне визволення» Китаю. Також він заявив, що Сполучені Штати є «країною-вбивцею», яка винна в «неофашистському державному тероризмі», і, як повідомляється, заявив, що руйнування Вашингтона може бути виправдане зовнішньою політикою Америки. Він також порівнював США з нацистською Німеччиною за бомбардування Косова під час бомбардувань Югославії НАТО в 1999 році.
Влітку 2007 року у виданні City Journal Брюс Бауер різко розкритикував миротворчі студії. Він зазначив, що багато програм з мирознавства в американських університетах ведуть професори марксистського або ліворадикального спрямування. У більш широкому сенсі, він стверджував, що в мирознавстві домінує переконання, що «Америка... є джерелом світових проблем», і що хоча професори мирознавства стверджують, «що позиції терористів заслуговують на повагу за столом переговорів», вони «рідко терпимо ставляться до альтернативних поглядів», і що «мирознавство, як правило, відкидає сумніви щодо своєї власної керівної ідеології».
Щодо свого твердження про те, що дослідження миру підтримують насильство в гонитві за лівою ідеологією, Бавер навів цитату з «Дослідження миру і конфліктів», широко використовуваного підручника 2002 року, написаного Чарльзом П. Вебелом і Девідом П. Барашем, який вихваляє Володимира Леніна за те, що він «стверджував, що тільки революція, а не реформи, може скасувати тенденцію капіталізму до імперіалізму, а відтак і до війни».
Девід Горовіц стверджував, що книга Вебела і Бараша неявно підтримує насильство заради соціалістичних цілей, зазначаючи, що в книзі стверджується, що «випадок Куби показує, що насильницькі революції іноді можуть призвести до загального поліпшення умов життя для багатьох людей». Горовіц також стверджував, що в книзі «Радянський Союз розглядається як спонсор рухів за мир, а Сполучені Штати - як мілітаристська, імперіалістична держава, яку рухи за мир намагаються тримати під контролем», і що «автори виправдовують комуністичну політику і дії, виставляючи в негативному світлі політику і дії Америки і західних демократій». Горовіц також стверджував, що автори обговорюють Карибську кризу, не згадуючи її причини (тобто розміщення радянських ракет на Кубі), і звинувачують Джона Кеннеді, вихваляючи радянського прем'єра Микиту Хрущова за те, що він «був готовий відступити». Нарешті, Горовіц розкритикував використання автором марксистських письменників, таких як Андре Гундер Франк і Френсіс Мур Лаппе, як єдиної основи для вивчення «бідності і голоду як причин людських конфліктів».
Кей і Бавер також особливо розкритикували професора Гордона Феллмана, голову Програми досліджень миру, конфліктів і співіснування Університету Брандейса, який, за їхніми словами, виправдовував теракти палестинських смертників проти ізраїльтян як «спосіб помсти ворогу, який, здається, не може або не хоче реагувати на раціональні заклики до дискусії і справедливості».
Кетрін Керстен, старший науковий співробітник консервативного аналітичного центру «Центр американського експерименту» в Міннеаполісі, вважає, що в програмах з вивчення миру «домінують люди певної ідеологічної спрямованості, і тому їх важко сприймати серйозно». Роберт Кеннеді, професор католицьких студій і менеджменту в Університеті Святого Томаса, в інтерв'ю газеті «Міннеаполіс Стар Триб'юн» у 2002 році розкритикував програму миротворчих студій свого університету, заявивши, що в програмі працюють кілька ад'юнкт-професорів, «чия академічна кваліфікація не настільки висока, як ми зазвичай очікуємо», і що «поєднання ідеологічної заангажованості і, можливо, не повної академічної кваліфікації викладачів, ймовірно, викликає деякі питання про те, наскільки ця програма є науковою».

### Відповіді
Такі погляди рішуче заперечуються науковцями, які стверджують, що ця критика недооцінює розвиток детальних міждисциплінарних, теоретичних, методологічних та емпіричних досліджень причин насильства та динаміки миру, які відбуваються через академічні та політичні мережі по всьому світу.

У відповідь на статтю Барбари Кей група канадських експертів з дослідження миру заявила, що «аргумент Кей про те, що дослідження миру схвалюють тероризм, є нісенітницею» і що «відомі теоретики і дослідники миру відрізняються своєю прихильністю до зменшення використання насильства, незалежно від того, чи воно здійснюється ворожими країнами, дружніми урядами або воєначальниками будь-якої масті». Вони також стверджували, що
...Пані Кей намагається зобразити прихильників миру наївними та ідеалістичними, але дані показують, що переважна більшість збройних конфліктів за останні десятиліття були завершені шляхом переговорів, а не військових рішень. У сучасному світі насильство є менш ефективним за дипломатію у припиненні збройних конфліктів. Ніщо не є на 100% ефективним для зменшення тиранії і насильства, але внутрішня і зовнішня стратегія повинна базуватися на фактах, а не на припущеннях і помилкових уявленнях з минулої епохи.
Більшість науковців у цій галузі стверджують, що звинувачення в тому, що підходи мирознавства не є об'єктивними, походять здебільшого з лівих або нефахових джерел, не мають практичного застосування, підтримують насильство, а не відкидають його, або не призвели до політичних змін, явно помилкові. Вони зазначають, що на розвиток політики ООН та основних донорів (включаючи ЄС, США, Велику Британію, а також багатьох інших, зокрема Японію, Канаду, Норвегію та ін.) щодо конфліктних і постконфліктних країн і в них, значною мірою вплинули такі дебати. За останнє десятиліття і більше уряди цих країн розробили низку ключових політичних документів і заходів реагування, які знайшли відображення в документах ООН (або пов'язаних з ними), таких як «Порядок денний для миру», «Порядок денний для розвитку», «Порядок денний для демократизації», Цілі розвитку тисячоліття, «Відповідальність за захист» і «Доповідь Групи високого рівня». Вони також мали важливе значення для роботи Світового банку, міжнародних агентств розвитку та широкого кола неурядових організацій. Вони мали вплив на роботу, зокрема, ООН, ПРООН, Комісії ООН з розбудови миру, УВКБ ООН, Світового банку, ЄС, Організації з безпеки і співробітництва в Європі, національних донорів, включаючи USAID, DFID, CIDA, NORAD, DANIDA, Japan Aid, GTZ, міжнародних НУО, таких як International Alert або International Crisis Group, а також на роботу багатьох місцевих НУО. Основні бази даних були створені завдяки роботі науковців у цих сферах.
Нарешті, дебати про дослідження миру і конфліктів загалом підтвердили, а не підірвали широкий консенсус (на Заході і за його межами) щодо важливості безпеки людини, прав людини, розвитку, демократії та верховенства права (хоча зараз тривають жваві дебати про контекстуальні варіації і застосування цих концепцій). У той же час, дослідницька сфера характеризується низкою викликів, серед яких суперечність між «метою проведення критичних досліджень та їх практичною значущістю».